# Thecophora philippinensis
Thecophora philippinensis är en tvåvingeart som beskrevs av Camras 1960. Thecophora philippinensis ingår i släktet Thecophora och familjen stekelflugor. Inga underarter finns listade i Catalogue of Life.